# Lý Tiên Niệm
Lý Tiên Niệm (tiếng Trung: 李先念; bính âm: Lǐ Xiānniàn; Wade–Giles: Li Hsien-nien) (23 tháng 6 năm 1909–21 tháng 6 năm 1992) là Chủ tịch Cộng hòa Nhân dân Trung Hoa giữa năm 1983 và 1988 và sau đó là chủ tịch Hội nghị Chính trị Hiệp thương Nhân dân Trung Quốc cho đến khi mất.
Lý Tiên Niệm vào Đảng Cộng sản Trung Quốc năm 1927, và làm một chỉ huy quân đội và chính ủy của Hồng quân trong thời kỳ Trường Chinh. Ông là một nhân vật chính trị có ảnh hưởng của Cộng hòa Nhân dân Trung Hoa, là ủy viên Bộ Chính trị Đảng Cộng sản Trung Quốc kể từ năm 1956, từng là Ủy viên Ban Thường vụ Bộ Chính trị Đảng Cộng sản Trung Quốc khóa 12, 13.
Thời gian 1949 - 1954 ông được cử làm Chủ tịch Chính phủ Nhân dân tỉnh Hồ Bắc (chức vụ nay là Tỉnh trưởng Chính phủ Nhân dân), Bí thư Tỉnh ủy tỉnh Hồ Bắc kiêm Tư lệnh Bộ chỉ huy quân sự và Chính ủy, Phó bí thư Trung ương cục Trung Nam.
Năm 1954 ông được giao nhiệm vụ Bộ trưởng Bộ Tài chính Trung Quốc và Phó Tổng lý Quốc vụ viện cho đến khi xảy ra Cách mạng Văn hóa. Thời kỳ Cách mạng văn hóa ông thất sủng, sau đó mới được phục hồi, cử giữ chức Phó Chủ tịch Ủy ban Trung ương Đảng Cộng sản Trung Quốc, Ủy viên Bộ Chính trị Đảng Cộng sản Trung Quốc, Ủy viên Quân ủy Trung ương Trung Quốc.
Ông được coi là kiến trúc sư chính trong việc phục hồi kinh tế sau thời kỳ Văn cách. Năm 1978 ông tham dự vào việc bắt giữ bè lũ bốn tên. Năm 1983 khi Hiến pháp mới được ban hành, ông được bầu giữ chức vụ Chủ tịch nước Cộng hòa Nhân dân Trung Hoa, chức vụ bị bỏ trống kể từ năm 1969. Tháng 7 năm 1985, Lý Tiên Niệm sang thăm Mỹ, đây là lần đầu tiên nguyên thủ Trung Quốc sang thăm Mỹ, đây cũng là thời điểm bắt đầu quan hệ thương mại giữa Hoa Kỳ và Trung Quốc.
Năm 1988, khi 79 tuổi, ông thôi giữ chức vụ Chủ tịch nước, người kế nhiệm là Dương Thượng Côn. Chức vụ sau đó của ông là Chủ tịch Hội nghị Hiệp thương Chính trị Nhân dân Trung Quốc cho đến khi mất năm 1992.
Ông được xem là một trong những Bát đại nguyên lão của Trung Quốc.